# Glatz Oszkár
Glatz Oszkár (Pest, 1872. október 13. – Budapest, 1958. február 23.) magyar, naturalista nagybányai posztimpresszionista stílusban alkotó festő. Erőssége az alak, a mozgás ábrázolása, a plein air festés, a táj és az ember bensőséges egységének ábrázolása, a népviseletek megörökítése.

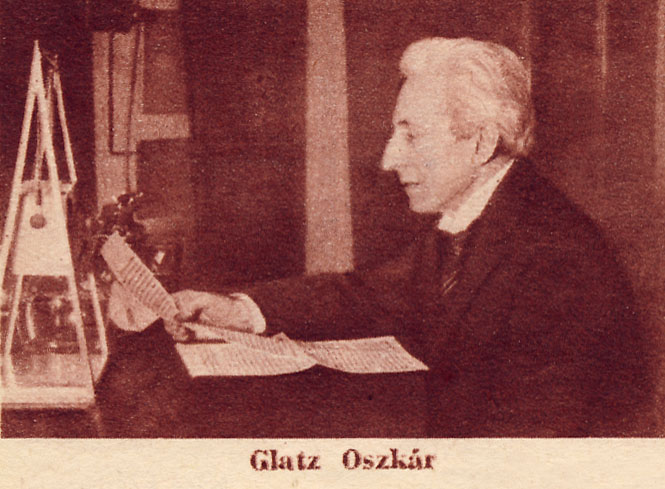
Glatz Oszkár előadást tart a Magyar Rádióban, 1934. február 1-jén este hétkor, Látogassunk műtermeket címmel

## Életpályája

### Pályájának kezdete
Glatz Henrik és Fuchs Karolina (1844–1905) gyermekeként született. Előbb szülővárosában, majd Münchenben és Párizsban tanult. 1896-ban végleg Hollósy Simon köréhez csatlakozott, lelkesítette őt a Hollósy köréhez tartozó festők sikeres szereplése a millenniumi kiállításokon. Nagy lelkesedéssel segített mestereinek a nagybányai művésztelep megszervezésében, kialakításában.
1896 nyarán a már iskolázott, de még nem gyakorlott festő Nagybányán csak úgy égett a munkaláztól, egy percet el nem mulasztott volna a festőiskolából. Iskola előtt vagy után is azonnal fogta a festőfelszerelését és sötétedésig figyelte, rajzolta a tájból az általa kiválasztott motívumokat. Kitűnő mesterek korrigálták, Hollósy, Thorma, Réti, itt volt ezen a nyáron Ferenczy Károly, Iványi-Grünwald Béla is.
Sokat haladt Glatz a kis tájképekkel, de egy nagyobb vásznat is kifeszített, ezen a veresvízi bányászok egy csoportját örökítette meg sokalakos kompozíció keretében, azt az időszakot, amikor hajnalban a tárnába való leszállás előtt imádkoznak. Tíz-tizenegy alak áll vagy térdepel imádkozva, a felkelő Nap rájuk veti első sugarát, s a ház fehér falára rajzolja a fák kék árnyékcsipkézetét. A kép címe: Imádkozó bányászok (1896). Glatz eleven megfigyelőképességének és festői készségének első jeles eredménye.

### Pályája csúcsán
1897 nyarán Nagybányán Glatz felfedezte a Rozsály hegyes, lankás lejtőin álló kincstári erdésztanyát. Felment a 25 éves fiatalember 1000 méternél is magasabbra május legelején, amikor még hó fedte a csúcsokat, onnan öt hónapig le sem jött. Teljes magányban alkotott, az ott élő pásztorokon, erdőőrökön, erdőmunkásokon kívül másokkal nem találkozhatott, néha esetleg felment hozzá egy-egy művésztárs, vagy arra vetődött egy erdőkincstári tisztviselő hivatalos körútján. Rengeteg képet festett, húsznál is többet, s egy nagy 180,5 x 281,5 cm-es vászonra megfestette Est a havason c. képét, egy óriási plein airt.
Az est a havason kép színtere a Rozsály teteje. A tető vízszintes vonala egyik felén meredeken lehajlik, ezáltal is éreztetve a hegy magasságát s nagy tömegét. Félig a levegőégbe rajzolódik az oláh pásztorfiú alakja, amint juhait tereli. A nap már lemenőben, utolsó sugarai tűzfénybe borítják az előtér hegyoldalát, a nyájat s a pásztort. Hátul, messze a sötétkék hegyóriások, a Rozsály testvérei, fölfelé sötét ibolyaszínbe olvadnak a keleti ég párás aljával, amelyet följebb égőlilára fest a búcsúzó Nap.

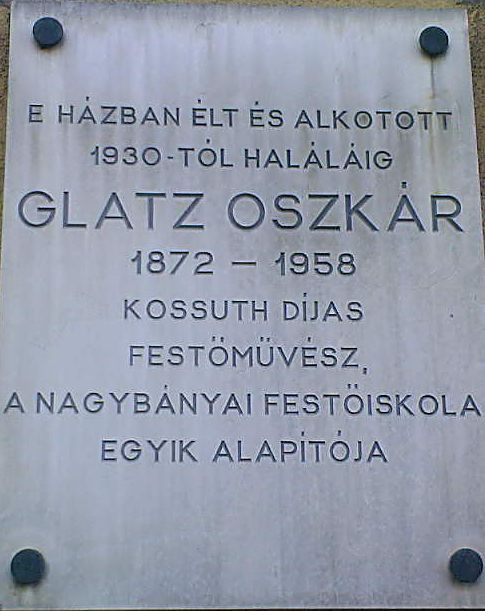
Emléktáblája:
XII. kerület
Városmajor utca 32A-B

1897-ben óriási sikere volt Pesten a nagybányaiak kiállításán, dicsérték az idősebb mesterek, még a kritikusok is, a közönség is jutalmazta, sok portrémegrendelést kapott. Eredetileg Est a havason c. képét a miskolci múzeum vette meg, ma a Magyar Nemzeti Galéria őrzi.
1898 nyarán ismét Nagybányára látogatott, de nem a nagy hegyek közé, hanem a Szilágyság felé, a szelídebb, dombos, erdős tájakra. Szinte faluról falura ment, nem maradt sokáig egy helyen, ez a táj nem nyújtott neki annyi élményt, mint az izvor mente. Képtermése is kisebb lett, közülük a legfigyelemreméltóbb a Fahordók c. 197x144 cm-es vászonra festett mű. Tematikájában emlékeztet Munkácsy Mihály Rőzsehordó nő c. képére, de festői felfogása más, a táj és az ember harmonikus egységben jelenik meg. Dombtetőn, szürkefelhős égháttér előtt parasztasszony sziluettje, hátán rőzseköteggel, nyomában hátrébb egy gyerek, hasonló teherrel, hasonló mozdulatban.
A közönség az 1898-as kiállításon is nagy szeretettel fogadta képeit, nagy sikere volt íróportré-rajzaival is (Gyulai Pál, Mikszáth Kálmán, Eötvös Károly, Gárdonyi Géza, Ambrus Zoltán stb.).

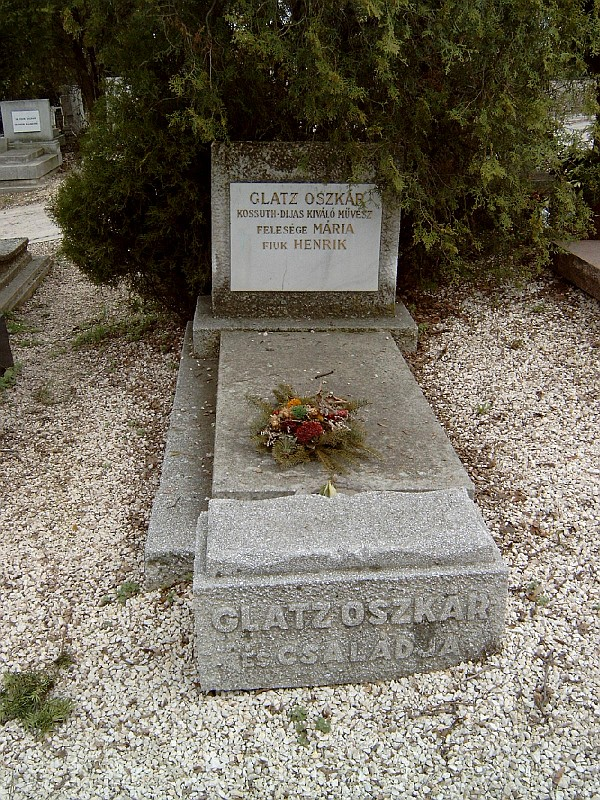
Glatz Oszkár sírja Budapesten. Farkasréti temető: 22-1-59

## Munkás évtizedek
1898 után már nem ment Nagybányára, a Nógrád vármegyei Bujákon festett, meg a Dunántúlon és a Balatonnak is nagy festője lett. 1901-ben Birkózó fiúk című képe a Balatonnál készült.
1901. január 23-án Reichenbergben kötött házasságot az ottani születésű Wildner Mária Karolinával, Wildner Ede és Löffler Mária lányával. Felesége is képzett festő volt, csendéleteket festett, a házaspár első együttes gyűjteményes kiállítása 1910-ben volt látható a Nemzeti Szalonban.
1912–1938 között a Képzőművészeti Főiskolán tanított, nyaranként számos életképet festett a magyar paraszti társadalomról. Művészeti írásai is jelentősek, sok cikket írt a magyar népművészet hagyományainak megőrzése érdekében.
A második világháború után megpróbálkozott a szocialista realizmus irányzatával is, Kitüntetett utcaseprő (1952) című képe a „szocreál” emblematikus alkotása lett.

## Halála
1958. február 23-án este fél 10 órakor, Budapesten hunyt el.

## Emlékezete
- 1958. február 28-án délután helyezték örök nyugalomra a budapesti Farkasréti temetőben az evangélikus egyház szertartása szerint.
- Emlékezetére alapították a Glatz Oszkár-díjat.

## Gyűjteményes kiállításai
- Nemzeti Szalon, Budapest (1910)
- Genf (1921)
- Helikon Művészeti Szalon, Budapest (1923)
- Műcsarnok, Budapest (1923)
- Ernst Múzeum, Budapest (1953)

## Ismertebb műveiből
- Imádkozó bányászok (1896) olaj, vászon
- Est a havason (1897) olaj, vászon, 180,5 x 281,5 cm (MNG)[10]
- Arcképtanulmány (1898) (MNG)
- Fahordók (1898) olaj, vászon, 197 x 144 cm (MNG)
- A román határnál (1900) olaj, vászon, 70x101 cm (Janus Pannonius Múzeum, Pécs)
- Birkózó fiúk (1901) olaj, vászon, 80x58 cm (MNG)
- Román asszony útban a templom felé (1906) olaj, vászon, 64x90 cm (MNG)
- Gyerekek (év n.) olaj, vászon (magántulajdonban)
- Bujáki csendélet (1917) (MNG)
- Hazatérés (1921) olaj, vászon 35x46 cm
- Dombos őszi táj (év n.) olaj, vászon, 60x84 cm
- Bujáki menyecske korsóval (1923)
- Menyecske (1929) (MNG)
- Lányok a domboldalon (1932) olaj, vászon, 88×112 cm
- Nógrádi parasztmenyecske (1934) (MNG)
- Kitüntetett utcaseprő (1953) (MNG)

## Társasági tagságai
- MIÉNK
- Szinyei Merse Pál Társaság

## Díjai, elismerései
- Münchenben arany-, San Franciscóban ezüstérmet nyert. (év n.)
- Állami Nagy Aranyérem (1916)
- Társulati díj (1917)
- Állami alakrajzdíj (1926)
- Corvin-koszorú (1930)
- Kossuth-díj (1952)
- Kiváló művész (1953)